# De Drieling
De Drieling (Catalaans: Les tres bessones, Engels: The Triplets, Frans: Les Trois petites soeurs) is een tekenfilmserie. Er zijn in totaal 104 afleveringen gemaakt. De vertaling van de volledige Franstalige titel luidt De drie kleine zusjes, sprookjesverhalen. Er volgde een spin-off genaamd De Verveelde Heks (Engels: The Bored Witch). De Drieling werd uitgezonden tussen 2001 en 2009 door Jetix en Fox Kids, terwijl De Verveelde Heks in het jaar 2002 alleen te zien was bij Fox Kids.

## Geschiedenis van de film en het verhaal
In 1994 besloten de producers Cromosoma en Televisió de Catalunya een tekenfilmserie te maken van de succesvolle Catalaanse kinderboeken Les tres bessones (De Drieling), geschreven door Roser Capdevila. Deze verhalen, gestart in 1983, waren gebaseerd op de drielingdochters van de schrijfster, waarvan ze ook de namen gebruikte: Anna, Teresa en Helena. De Nederlandse namen luiden Anna, Tessa en Heleen.
In 1985 werd een vierde hoofdpersoon aan de boeken toegevoegd: de Verveelde Heks (la Bruixa Avorrida). Telkens wanneer Anna, Tessa en Helena iets fout doen, wijst de verveelde heks hen op hun fouten en tovert ze terug in de tijd. Zo komen ze in allerlei bekende sprookjes en verhalen terecht - zoals Robin Hood, Sneeuwwitje, Pinokkio en De drie musketiers - om daar een wijze les te leren.
Een voorbeeld: Wanneer de zusjes op een dag met schoolreisje naar het bos gaan, blijven ze niet bij hun klasgenootjes. In plaats daarvan volgen ze een hert en de verveelde heks grijpt in. Zij stuurt de drieling naar een eng woud. Daar ontmoeten ze Robin Hood, en samen met hem beleven ze een spannend avontuur aan het hof van koning Richard Leeuwenhart.
Net als veel sprookjes hebben de avonturen van de drieling een goede afloop.

## De Verveelde Heks/ The Bored Witch
Door het succes van De Drieling werd er in 2002 de spin-off van de serie uitgezonden op Fox Kids. Deze serie telt 52 afleveringen. In deze serie heeft De Verveelde Heks de hoofdrol en zijn De Drieling volledig verdwenen. Ze woont samen met twee andere heksen die vaak problemen hebben. Ze vertelt verhalen over de avonturen die ze heeft meegemaakt met personages als vampieren,wolven,spoken en monsters. De serie heeft dezelfde tekenstijl als die van De Drieling en heeft dezelfde instelling, de aflevering heeft altijd een goed einde. De Nederlandse afleveringen zijn alleen in 2002 uitgezonden en nooit op dvd uitgebracht. Daarom zijn de Nederlandse afleveringen zo zeldzaam.

## Nederlandstalige versie
De Nederlandse tekenfilmstemmen zijn van Beatrijs Sluijter, Lucie de Lange, Marjolein Algera, Jan Nonhof en Maria Lindes. Wim Pel Productions BV was in samenwerking met Hoek en Sonépouse BV verantwoordelijk voor de Nederlandse nasynchronisatie. De dialoogregie lag in handen van Jan Nonhof. In 2005 werden drie dvd's met op elk vier afleveringen uitgebracht.

## Herkenningsmuziek
Het introliedje begint met Anna, Tessa en Heleen die interactief met de kijker overleggen wat ze in de aflevering te zien krijgen: een spannend avontuur in een sprookjesverhaal. Het gesprekje wordt gevolgd door een liedje met hetzelfde onderwerp met een speelduur van één minuut en vijf-en-twintig seconden. Het eindliedje heeft een speelduur van twee minuten en wordt gezongen door en gaat over de Verveelde Heks.

## Vertalingen
De verhalen van Les tres bessones zijn in 35 talen vertaald. Serietitels in enkele andere talen zijn:
- Las tres mellizas (Spaans)
- Les trois petites sœurs (Frans)
- Tre gemelle e una strega (Italiaans)
- As três irmãs (Portugees)
- Trillingarna (Zweeds)
- The Triplets (Engels)